# Сборная Сенегала по футболу (до 20 лет)
Сборная Сенегала по футболу до 20 лет представляет Сенегал на молодёжных соревнованиях по футболу. В отличие от европейских сборных, максимальный возраст игроков в данной команде не должен превышать 20 лет.
С 2015 по 2019 год три раза подряд сборная выходила в финал КАН (до 20 лет), и все три раза потерпела поражение.

## Молодёжный чемпионат мира
| Год   | Результат  | И  | В | Н | П | ГЗ | ГП |
| ----- | ---------- | -- | - | - | - | -- | -- |
| 2015  | 4-е место  | 7  | 2 | 2 | 3 | 6  | 14 |
| 2017  | 1/8 финала | 4  | 1 | 1 | 2 | 2  | 2  |
| 2019  | Участвует  |    |   |   |   |    |    |
| Всего |            | 11 | 3 | 3 | 5 | 8  | 16 |